# Leichtathletik-Europameisterschaften 1958

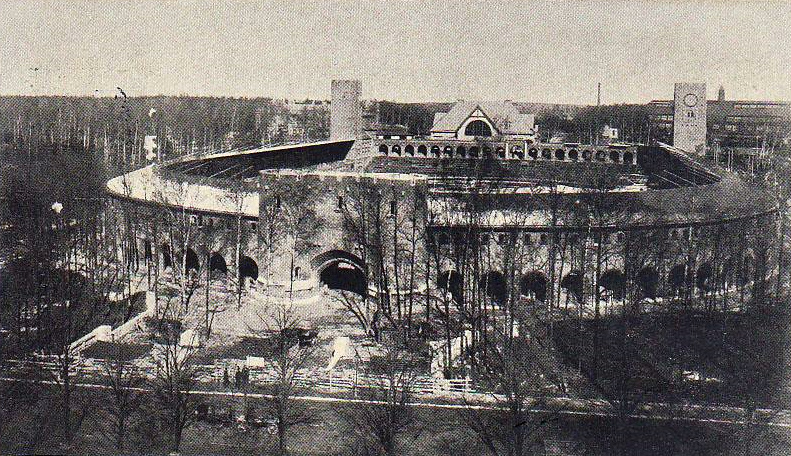
Offizielle Postkarte des Stockholmer Olympiastadions
aus dem Jahr 1912

| 6. Leichtathletik-Europameisterschaften | 6. Leichtathletik-Europameisterschaften |
| --------------------------------------- | --------------------------------------- |
|                                         |                                         |
| Stadt                                   | Stockholm                               |
| Stadion                                 | Olympiastadion                          |
| Teilnehmende Länder                     | 26                                      |
| Wettbewerbe                             | 36                                      |
| Weltrekorde                             | 1                                       |
| Weitere Europarekorde                   | 2                                       |
| Eröffnung                               | 19. August 1958                         |
| Schlussfeier                            | 24. August 1958                         |
| Eröffnet durch                          | Prinz Bertil von Schweden               |
| Chronik                                 |                                         |
| ← Bern 1954                             | Belgrad 1962 →                          |

| Medaillenspiegel (Endstand nach 36 Entscheidungen) | Medaillenspiegel (Endstand nach 36 Entscheidungen) | Medaillenspiegel (Endstand nach 36 Entscheidungen) | Medaillenspiegel (Endstand nach 36 Entscheidungen) | Medaillenspiegel (Endstand nach 36 Entscheidungen) | Medaillenspiegel (Endstand nach 36 Entscheidungen) |
| Platz                                              | Land                                               | Gold                                               | Silber                                             | Bronze                                             | Gesamt                                             |
| -------------------------------------------------- | -------------------------------------------------- | -------------------------------------------------- | -------------------------------------------------- | -------------------------------------------------- | -------------------------------------------------- |
| 1                                                  | Sowjetunion                                        | 11                                                 | 15                                                 | 9                                                  | 35                                                 |
| 2                                                  | Polen                                              | 8                                                  | 2                                                  | 2                                                  | 12                                                 |
| 3                                                  | Großbritannien                                     | 7                                                  | 5                                                  | 5                                                  | 17                                                 |
| 4                                                  | Deutschland                                        | 6                                                  | 5                                                  | 10                                                 | 16                                                 |
| 5                                                  | Schweden                                           | 1                                                  | 2                                                  | 3                                                  | 6                                                  |
| 6                                                  | Tschechoslowakei                                   | 1                                                  | 2                                                  | 1                                                  | 4                                                  |
| 7                                                  | Finnland                                           | 1                                                  | –                                                  | –                                                  | 1                                                  |
| 7                                                  | Rumänien                                           | 1                                                  | –                                                  | –                                                  | 1                                                  |
| 9                                                  | Norwegen                                           | –                                                  | 2                                                  | –                                                  | 2                                                  |
| Vollständiger Medaillenspiegel                     |                                                    |                                                    |                                                    |                                                    |                                                    |

Die 6. Leichtathletik-Europameisterschaften fanden vom 19. bis zum 24. August 1958 in der schwedischen Hauptstadt Stockholm statt. Mit Ausnahme des Marathonlaufs und der Gehwettbewerbe wurden die Wettkämpfe im Olympiastadion von 1912 ausgetragen.

## Wettbewerbe
Im Wettkampfangebot gab es zwei Änderungen gegenüber den Leichtathletik-Europameisterschaften 1954. Bei den Männern kam anstelle des 10.000-Meter-Bahngehens das nun überall übliche 20-km-Straßengehen ins Programm.
Für die Frauen kam mit dem 400-Meter-Lauf eine weitere Laufstrecke hinzu. Diese Disziplin stand bei internationalen Meisterschaften erstmals im Wettkampfprogramm. Immer noch war das Angebot für weibliche Teilnehmerinnen mit jetzt insgesamt zwölf Wettbewerben (Lauf: 100 Meter, 200 Meter, 400 Meter, 800 Meter 80 Meter Hürden, 4-mal-100-Meter-Staffel – Sprung: Hochsprung, Weitsprung – Stoß/Wurf. Kugelstoßen, Diskuswurf, Speerwurf – Mehrkampf: Fünfkampf) ziemlich dünn. Das sollte sich in den kommenden Jahren sukzessive ändern, bis das Frauenprogramm schließlich dem für Männer weitgehend entsprach.

## Teilnehmer
Die DDR konnte zum ersten Mal innerhalb einer sogenannten gemeinsamen deutschen Mannschaft an Europameisterschaften teilnehmen. Zur Ermittlung der einzelnen Starter wurden auch erstmals Ost-West-Ausscheidungen für eine gesamtdeutsche Mannschaft durchgeführt. In zahlreichen Veröffentlichungen werden die beiden deutschen Teams in den Ergebnisübersichten und auch dem Medaillenspiegel als zwei unterschiedliche Nationen gelistet (BR Deutschland/DDR). Dies ist jedoch sachlich nicht korrekt, da es wie zum Beispiel bei den Olympischen Spielen 1960 und 1964 eine gesamtdeutsche Mannschaft gab. Die Sportler werden offiziell und richtigerweise unter der gemeinsamen Landesbezeichnung 'Deutschland' geführt.

## Sportliche Leistungen
Mit zahlreichen Rekorden und Bestleistungen lagen die Leistungen bei diesen Meisterschaften trotz meist kühler und regnerischer Bedingungen auf einem hohen Niveau.
- Es wurde eine Weltbestleistung aufgestellt:
  - Marathon, Männer: 2:15:17,0 h – Sergei Popow, Sowjetunion
- Es gab zwei Europarekorde:
  - Speerwurf, Frauen: 56,02 m – Dana Zátopková, Tschechoslowakei, Finale
  - 110 Meter Hürden, Männer: 13,7 s (egalisiert) – Martin Lauer, Deutschland, Finale
- In 28 Disziplinen wurde darüber hinaus der bestehende Meisterschaftsrekord 61 Mal verbessert oder egalisiert.
- Außerdem wurden in vierzehn Disziplinen 31 Landesrekorde gesteigert oder eingestellt.

Sehr erfolgreich war mit elf EM-Titeln wieder die Sowjetunion. Allerdings war der Abstand zu den folgenden Nationen nicht so groß wie bei den letzten Europameisterschaften 1954 in Bern. Hinter der UdSSR rangierten Polen (acht Titel) Großbritannien (sieben) und Deutschland (sechs Titel).
- Fünf Athleten errangen je zwei Goldmedaillen bei diesen Meisterschaften:
  - Zdzisław Krzyszkowiak (Polen) – 5000 Meter, 10.000 Meter
  - Galina Bystrowa (Sowjetunion) – 80 Meter Hürden, Fünfkampf
  - Armin Hary (Deutschland) – 100 Meter, 4-mal-100-Meter-Staffel
  - Manfred Germar (Deutschland) – 200 Meter, 4-mal-100-Meter-Staffel
  - John Wrighton (Großbritannien) – 400 Meter, 4-mal-400-Meter-Staffel
- Fünf der Europameister von 1958 hatten bereits vorher EM-Titel gewonnen:
  - Eeles Landström Schweden – Stabhochsprung, Wiederholung seines Erfolgs von 1954
  - Janusz Sidło (Polen) – Speerwurf, Wiederholung seines Erfolgs von 1954
  - Wassili Kusnezow (Sowjetunion) – Zehnkampf, Wiederholung seines Erfolgs von 1954
  - Marija Itkina (Sowjetunion) – 400 Meter, 1954 Europameisterin über 200 Meter
  - Dana Zátopková (Tschechoslowakei) – Speerwurf, Wiederholung ihres Erfolgs von 1954

## Ergebnisübersicht Männer

### 100 m

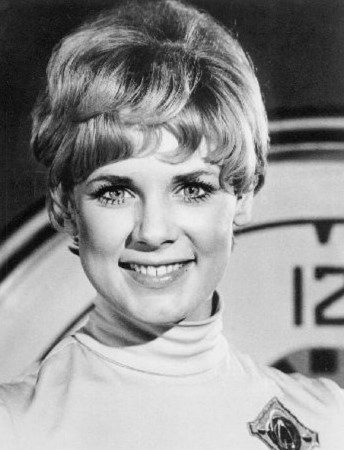
Sprint-Siegerin Heather Young

| Platz | Athlet           | Land | Zeit (s)  | Zeit (s)     |
| Platz | Athlet           | Land | offiziell | elektronisch |
| ----- | ---------------- | ---- | --------- | ------------ |
| 1     | Armin Hary       | GER  | 10,4 CRe  | 10,35 CR     |
| 2     | Manfred Germar   | GER  | 10,4 CRe  | k. A.000     |
| 3     | Peter Radford    | GBR  | 10,4 CRe  | k. A.000     |
| 4     | Jocelyn Delecour | FRA  | 10,50000  | k. A.000     |
| 5     | Juri Konowalow   | URS  | 10,70000  | k. A.000     |
| 6     | Marian Foik      | POL  | 10,90000  | k. A.000     |

Finale: 20. August
Wind: +1,5 m/s

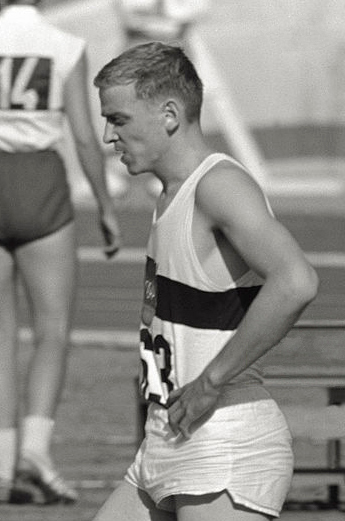

Überraschungseuropameister Armin Hary (Foto rechts)
Offiziell ging für den Sieger Armin Hary damals der handgestoppte Wert von 10,4 s in die Ergebnisliste ein. Damit stellte Hary den von dem Italiener Orazio Mariani und dem Niederländer Wil van Beveren gehaltenen Europameisterschaftsrekord aus dem Jahr 1938 ebenso ein wie die beiden zweit- und drittplatzierten Manfred Germar und Peter Radford.

Harys Siegerzeit aus dem Finale, elektronisch gestoppt mit 10,35 s, ist als neuer Meisterschaftsrekord inoffiziell.

### 200 m
| Platz | Athlet            | Land | Zeit (s) |
| ----- | ----------------- | ---- | -------- |
| 1     | Manfred Germar    | GER  | 21,0     |
| 2     | David Segal       | GBR  | 21,3     |
| 3     | Jocelyn Delecour  | FRA  | 21,3     |
| 4     | Vilém Mandlík     | TCH  | 21,4     |
| 5     | Robbie Brightwell | GBR  | 21,9     |
| 6     | Juri Konowalow    | URS  | 22,0     |

Finale: 23. August
Wind: +0,1 m/s

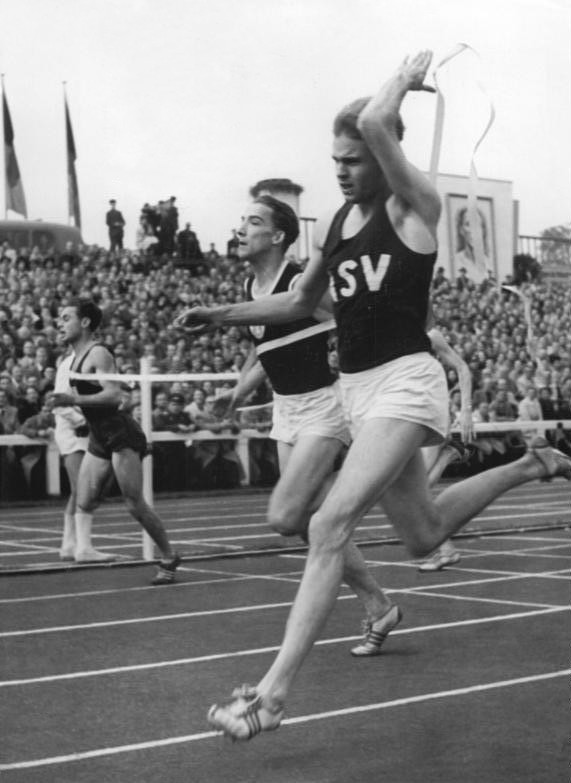

Bei miserablen äußeren Bedingungen wurde Manfred Germar (auf dem Foto rechts als Sieger eines anderen Wettkampfs) seiner Favoritenrolle über 200 Meter gerecht.

### 400 m
| Platz | Athlet              | Land | Zeit (s)   |
| ----- | ------------------- | ---- | ---------- |
| 1     | John Wrighton       | GBR  | 46,3 CR/NR |
| 2     | John Salisbury      | GBR  | 46,5000000 |
| 3     | Karl-Friedrich Haas | GER  | 47,0000000 |
| 4     | Carl Kaufmann       | GER  | 47,0000000 |
| 5     | Alf Petersson       | SWE  | 47,5000000 |
| 6     | Stanisław Swatowski | POL  | 47,8000000 |

Finale: 20. August

### 800 m
| Platz | Athlet             | Land | Zeit (min) |
| ----- | ------------------ | ---- | ---------- |
| 1     | Michael Rawson     | GBR  | 1:47,8     |
| 2     | Audun Boysen       | NOR  | 1:47,9     |
| 3     | Paul Schmidt       | GER  | 1:47,9     |
| 4     | Zbigniew Makomaski | POL  | 1:48,0     |
| 5     | Lajos Szentgáli    | HUN  | 1:48,3     |
| 6     | Herbert Missalla   | GER  | 1:48,5     |
| 7     | Derek Johnson      | GBR  | 1:49,2     |
| 8     | Christian Wägli    | SUI  | 1:52,0     |

Finale: 21. August

### 1500 m
| Platz | Athlet              | Land | Zeit (min) |
| ----- | ------------------- | ---- | ---------- |
| 1     | Brian Hewson        | GBR  | 3:41,9     |
| 2     | Dan Waern           | SWE  | 3:42,1     |
| 3     | Ron Delany          | IRL  | 3:42,3     |
| 4     | István Rózsavölgyi  | HUN  | 3:42,7     |
| 5     | Olavi Vuorisalo     | FIN  | 3:42,8     |
| 6     | Siegfried Herrmann  | GER  | 3:43,4     |
| 7     | Zbigniew Orywal     | POL  | 3:43,7     |
| 8     | Stanislav Jungwirth | TCH  | 3:44,4     |

Finale: 24. August

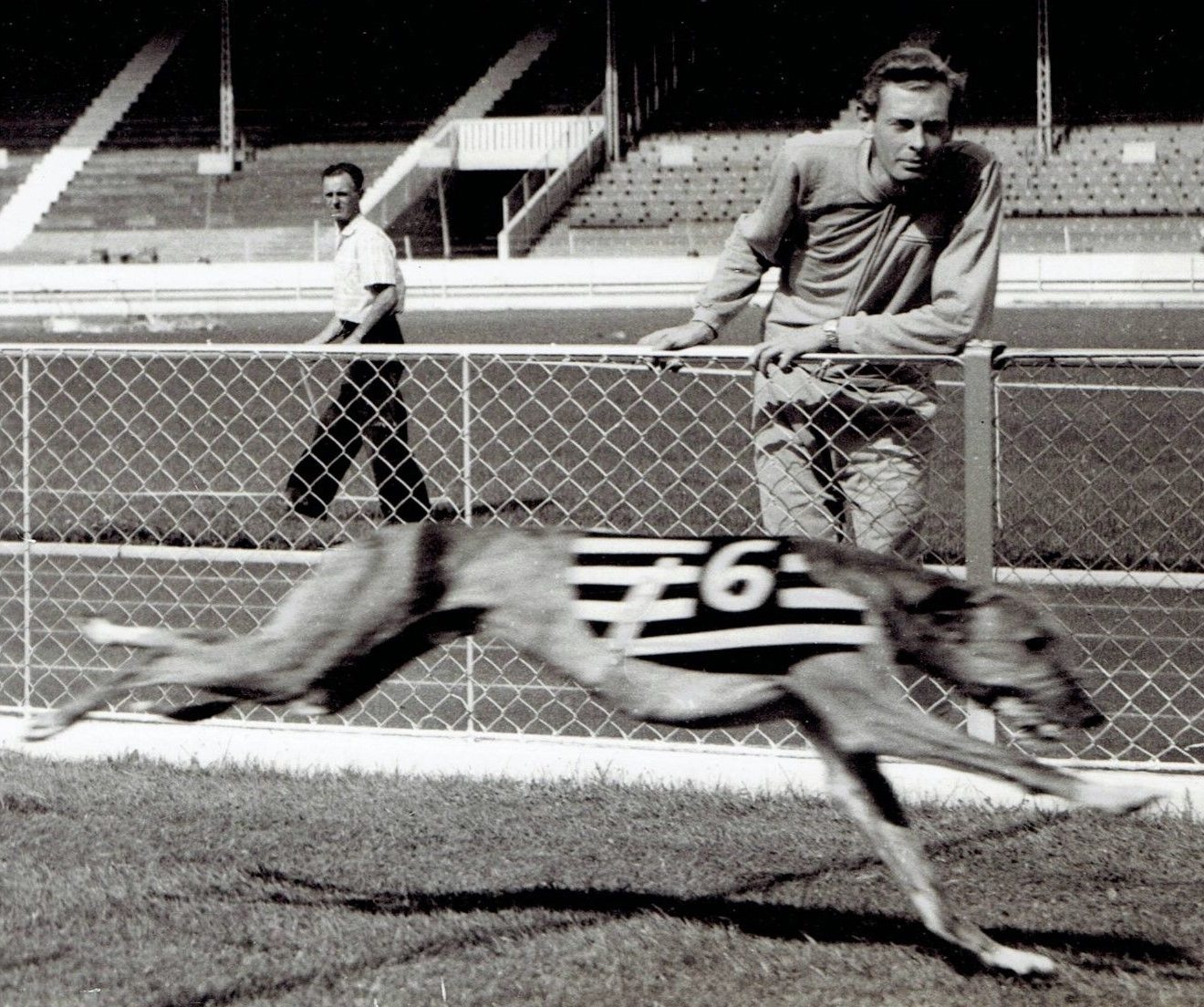
Brian Hewson als Zuschauer
bei einem Windhundrennen

Der im Finale fünftplatzierte Finne Olavi Vuorisalo hatte den EM-Rekord im ersten Vorlauf um drei Sekunden auf 3:40,8 min verbessert.

### 5000 m
| Platz | Athlet                | Land | Zeit (min) |
| ----- | --------------------- | ---- | ---------- |
| 1     | Zdzisław Krzyszkowiak | POL  | 13:53,4 CR |
| 2     | Kazimierz Zimny       | POL  | 13:55,2000 |
| 3     | Gordon Pirie          | GBR  | 14:01,6000 |
| 4     | Peter Clark           | GBR  | 14:03,8000 |
| 5     | Alexander Artynjuk    | URS  | 14:05,6000 |
| 6     | Sándor Iharos         | HUN  | 14:07,2000 |
| 7     | Miroslav Jurek        | TCH  | 14:12,0000 |
| 8     | Friedrich Janke       | GER  | 14:17,0000 |

Finale: 23. August

### 10.000 m
| Platz | Athlet                | Land | Zeit (min)    |
| ----- | --------------------- | ---- | ------------- |
| 1     | Zdzisław Krzyszkowiak | POL  | 28:56,0 CR/NR |
| 2     | Jewgeni Schukow       | URS  | 28:58,6000000 |
| 3     | Nikolai Pudow         | URS  | 29:02,2000000 |
| 4     | Stanley Eldon         | GBR  | 29:02,8 NR000 |
| 5     | Stanisław Ożóg        | POL  | 29:03,2000000 |
| 6     | John Merriman         | GBR  | 29:03,8000000 |
| 7     | Alain Mimoun          | FRA  | 29:30,6000000 |
| 8     | Antonio Amorós        | ESP  | 29:31,4 NR000 |

Datum: 19. August

### Marathon
| Platz | Athlet          | Land | Zeit (h)      |
| ----- | --------------- | ---- | ------------- |
| 1     | Sergei Popow    | URS  | 2:15:17,0 WBL |
| 2     | Iwan Filin      | URS  | 2:20:50,60000 |
| 3     | Fred Norris     | GBR  | 2:21:15,00000 |
| 4     | Peter Wilkinson | GBR  | 2:21:40,00000 |
| 5     | Lothar Beckert  | GER  | 2:22:11,20000 |
| 6     | Veikko Karvonen | FIN  | 2:22:45,80000 |
| 7     | Arnold Vaide    | SWE  | 2:25:54,20000 |
| 8     | Edoardo Righi   | ITA  | 2:26:52,00000 |

Datum: 24. August

### 110 m Hürden
| Platz | Athlet            | Land | Zeit (s) |
| ----- | ----------------- | ---- | -------- |
| 1     | Martin Lauer      | GER  | 13,7 ERe |
| 2     | Stanko Lorger     | YUG  | 14,10000 |
| 3     | Anatoli Michailow | URS  | 14,40000 |
| 4     | Peter Hildreth    | GBR  | 14,40000 |
| 5     | Giorgio Mazza     | ITA  | 14,60000 |
| 6     | Kenneth Johansson | SWE  | 14,70000 |

Finale: 24. August
Wind: +0,8 m/s

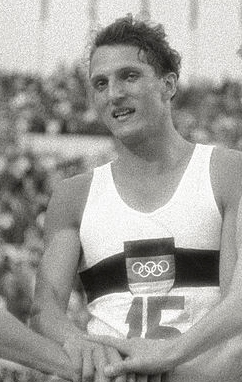

Mit vier Zehntelsekunden Vorsprung und eingestelltem Europarekord wurde Martin Lauer (Foto rechts) überlegen Europameister auf der kurzen Hürdendistanz.

### 400 m Hürden
| Platz | Athlet           | Land | Zeit (s) |
| ----- | ---------------- | ---- | -------- |
| 1     | Juri Litujew     | URS  | 51,10000 |
| 2     | Per-Ove Trollsås | SWE  | 51,60000 |
| 3     | Bruno Galliker   | SUI  | 51,8 NRe |
| 4     | Tom Farrell      | GBR  | 52,00000 |
| 5     | Anatoli Julin    | URS  | 52,30000 |
| 6     | Chris Goudge     | GBR  | 53,60000 |

Finale: 21. August

### 3000 m Hindernis
| Platz | Athlet                | Land | Zeit (min) |
| ----- | --------------------- | ---- | ---------- |
| 1     | Jerzy Chromik         | POL  | 8:38,2 CR  |
| 2     | Semjon Rschischtschin | URS  | 8:38,8000  |
| 3     | Hans Hüneke           | GER  | 8:43,6000  |
| 4     | Sergej Ponomarjow     | URS  | 8:44,0000  |
| 5     | Vastimil Brlica       | TCH  | 8:46,6000  |
| 6     | Gyula Varga           | HUN  | 8:48,4000  |
| 7     | Lars Helander         | SWE  | 8:50,2000  |
| 8     | Georgios Papavasiliou | GRE  | 8:51,2 NR  |

Finale: 22. August

### 4 × 100 m Staffel
| Platz | Land             | Athleten                                                          | Zeit (min) |
| ----- | ---------------- | ----------------------------------------------------------------- | ---------- |
| 1     | Deutschland      | Walter Mahlendorf Armin Hary Heinz Fütterer Manfred Germar        | 40,2 CR    |
| 2     | Großbritannien   | Peter Radford Roy Sandstrom David Segal Adrian Breacker           | 40,4 NR    |
| 3     | Sowjetunion      | Boris Tokarew Edwin Osolin Juri Konowalow Leonid Bartenew         | 40,4000    |
| 4     | Tschechoslowakei | Vaclav Janecek Frantisek Mikluscak Vilem Mandlik Vaclav Kynos     | 40,7000    |
| 5     | Frankreich       | Bernard Cahen Joël Caprice Constantin Lissenko Jocelyn Delecour   | 41,0000    |
| DSQ   | Italien          | Pier Giorgio Cazzola Sergio D’Asnasch Livio Berruti Giorgio Mazza |            |

Finale: 24. August

### 4 × 400 m Staffel
| Platz | Land           | Athleten                                                                    | Zeit (min) |
| ----- | -------------- | --------------------------------------------------------------------------- | ---------- |
| 1     | Großbritannien | Ted Sampson John MacIsaac John Wrighton John Salisbury                      | 3:07,9 CR  |
| 2     | Deutschland    | Carl Kaufmann Manfred Poerschke Johannes Kaiser Karl-Friedrich Haas         | 3:08,2000  |
| 3     | Schweden       | Nils Holmberg Hans Lindgren Lennart Jonsson Alf Petersson                   | 3:10,7 NR  |
| 4     | Italien        | Nereo Fossati Mario Fraschini Giovanni Scavo Renato Panciera                | 3:11,1000  |
| 5     | Sowjetunion    | Konstantin Gratschow Abram Krywoschejew Michail Nikolski Valentin Rachmanow | 3:11,4000  |
| 6     | Polen          | Stanisław Swatowski Jacek Jakubowski Tadeusz Kazimierski Zbigniew Makomaski | 3:13,8000  |

Finale: 24. August

### 20 km Gehen
| Platz | Athlet              | Land | Zeit (h)     |
| ----- | ------------------- | ---- | ------------ |
| 1     | Stan Vickers        | GBR  | 1:33:09,0 CR |
| 2     | Leonid Spirin       | URS  | 1:35:04,2000 |
| 3     | Lennart Back        | SWE  | 1:35:22,2000 |
| 4     | Lennart Carlsson    | SWE  | 1:35:38,4000 |
| 5     | Louis Marquis       | SUI  | 1:35:59,4000 |
| 6     | Giuseppe Dordoni    | ITA  | 1:36:16,2000 |
| 7     | Siegfried Lefanczik | GER  | 1:39:18,6000 |
| 8     | Gabriel Reymond     | SUI  | 1:39:18,6000 |

Datum: 24. August

### 50 km Gehen
| Platz | Athlet             | Land | Zeit (h)     |
| ----- | ------------------ | ---- | ------------ |
| 1     | Jewgeni Maskinskow | URS  | 4:17:15,4 CR |
| 2     | Abdon Pamich       | ITA  | 4:18:00,0000 |
| 3     | Max Weber          | GER  | 4:19:58,6000 |
| 4     | Tom Misson         | GBR  | 4:20:31,8000 |
| 5     | Don Thompson       | GBR  | 4:25:09,0000 |
| 6     | Michail Korschunow | URS  | 4:26:02,0000 |
| 7     | Ladislav Moc       | TCH  | 4:27:16,6000 |
| 8     | Louis Marquis      | SUI  | 4:33:11,0000 |

Datum: 22. August

### Hochsprung

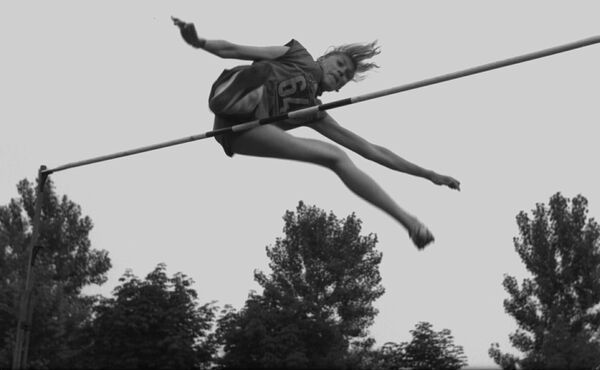
Iolanda Balaș errang ihren ersten großen internationalen Titel

| Platz | Athlet          | Land | Höhe (m)   |
| ----- | --------------- | ---- | ---------- |
| 1     | Richard Dahl    | SWE  | 2,12 CR/NR |
| 2     | Jiří Lanský     | TCH  | 2,10 NR000 |
| 3     | Stig Pettersson | SWE  | 2,10000000 |
| 4     | Igor Kaschkarow | URS  | 2,06000000 |
| 5     | Theo Püll       | GER  | 2,06 DR000 |
| 6     | Juri Stepanow   | URS  | 2,06000000 |
| 7     | Petr Elbogen    | TCH  | 2,02000000 |
| 8     | Eero Salminen   | FIN  | 1,99000000 |

Finale: 24. August

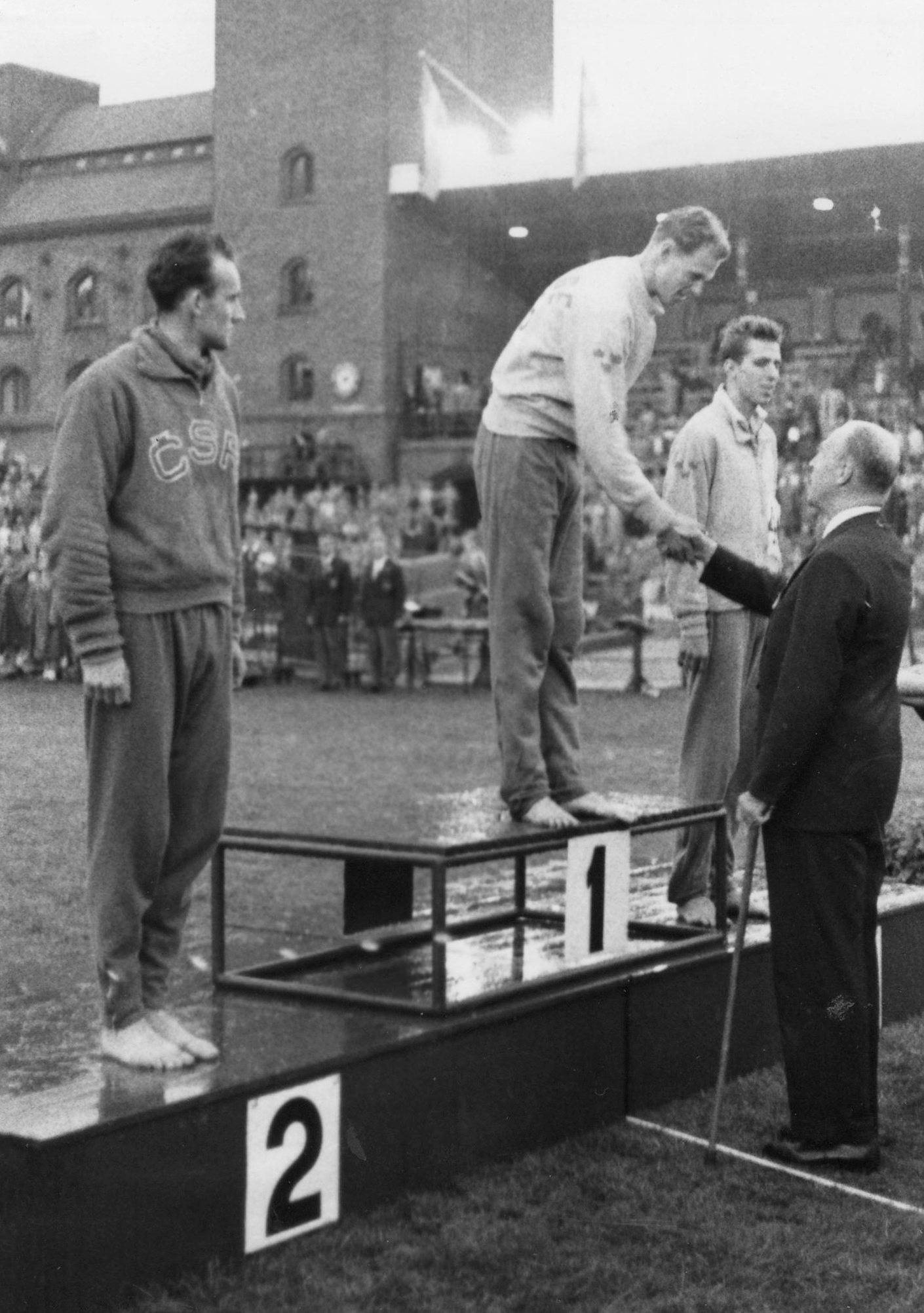

Siegerehrung für die Hochspringer (auf dem Foto v. l. n. r.): Jiří Lanský, Richard Dahl, Stig Pettersson

### Stabhochsprung
| Platz | Athlet             | Land | Höhe (m) |
| ----- | ------------------ | ---- | -------- |
| 1     | Eeles Landström    | FIN  | 4,50 CR  |
| 2     | Manfred Preußger   | GER  | 4,50 CR  |
| 3     | Wladimir Bulatow   | URS  | 4,50 CR  |
| 4     | Lennart Lind       | SWE  | 4,40000  |
| 5     | Zenon Ważny        | POL  | 4,30000  |
| 6     | Witali Tschernobai | URS  | 4,30000  |
| 7     | Leon Lukman        | YUG  | 4,30000  |
| 8     | Peter Laufer       | GER  | 4,30000  |

Finale: 22. August

### Weitsprung
| Platz | Athlet                 | Land | Weite (m)  |
| ----- | ---------------------- | ---- | ---------- |
| 1     | Igor Ter-Owanessjan    | URS  | 7,81 CR/NR |
| 2     | Kazimierz Kropidłowski | POL  | 7,67000000 |
| 3     | Henryk Grabowski       | POL  | 7,51000000 |
| 4     | Attilio Bravi          | ITA  | 7,51000000 |
| 5     | Ali Brakchi            | FRA  | 7,50000000 |
| 6     | Jorma Valkama          | FIN  | 7,45000000 |
| 7     | Peter Scharp           | GER  | 7,32000000 |
| 8     | Oleg Fjodossejew       | URS  | 7,29000000 |

Finale: 20. August

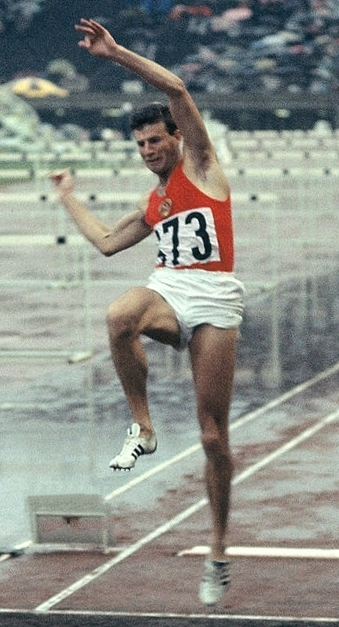

Igor Ter-Owanessjan (Foto rechts) gewann seinen ersten von drei EM-Weitsprung-Titeln

### Dreisprung
| Platz | Athlet               | Land | Weite       |
| ----- | -------------------- | ---- | ----------- |
| 1     | Józef Szmidt         | POL  | 16,43 CR/NR |
| 2     | Oleg Rjachowski      | URS  | 16,02000000 |
| 3     | Vilhjálmur Einarsson | ISL  | 16,00000000 |
| 4     | Ryszard Malcherczyk  | POL  | 15,83000000 |
| 5     | Éric Battista        | FRA  | 15,48000000 |
| 6     | Kari Rahkamo         | FIN  | 15,18000000 |
| 7     | Hermann Strauß       | GER  | 15,11000000 |
| 8     | Hannu Rantala        | FIN  | 15,09000000 |

Finale: 23. August

### Kugelstoßen
| Platz | Athlet                 | Land | Weite (m)   |
| ----- | ---------------------- | ---- | ----------- |
| 1     | Arthur Rowe            | GBR  | 17,78 CR/NR |
| 2     | Wiktor Lipsnis         | URS  | 17,47000000 |
| 3     | Jíři Skobla            | TCH  | 17,12000000 |
| 4     | Hermann Lingnau        | GER  | 17,07000000 |
| 5     | Silvano Meconi         | ITA  | 16,98000000 |
| 6     | Wladimir Loschtschilow | URS  | 16,96000000 |
| 7     | Vilmos Varjú           | HUN  | 16,77000000 |
| 8     | Alfred Sosgórnik       | POL  | 16,65000000 |

Finale: 23. August

### Diskuswurf

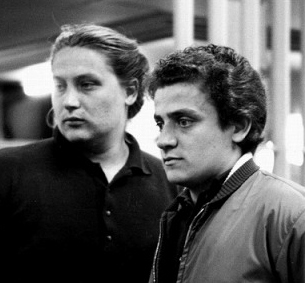
Tamara Press (links neben ihrer Schwester Irina), Kugelstoß-Dritte und Diskuswurf-Erste

| Platz | Athlet              | Land | Weite (m) |
| ----- | ------------------- | ---- | --------- |
| 1     | Edmund Piątkowski   | POL  | 53,92 CR  |
| 2     | Todor Artarski      | BUL  | 53,82000  |
| 3     | Wladimir Trussenjow | URS  | 53,74000  |
| 4     | Kim Buchanzow       | URS  | 53,44000  |
| 5     | Ferenc Klics        | HUN  | 53,08000  |
| 6     | Adolfo Consolini    | ITA  | 53,05000  |
| 7     | Carol Lindroos      | FIN  | 51,95000  |
| 8     | József Szécsényi    | HUN  | 51,43000  |

Finale: 22. August

### Hammerwurf

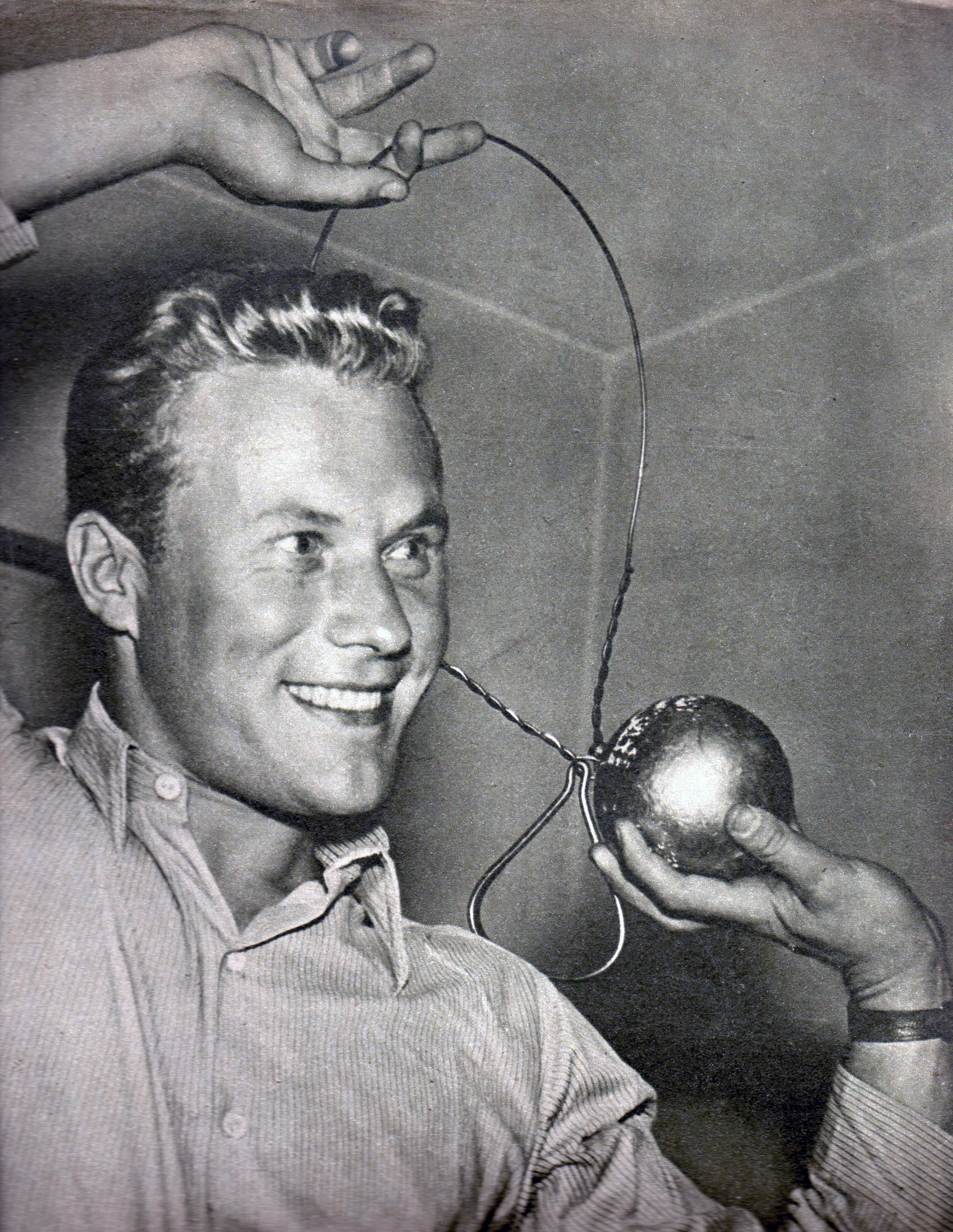
Tadeusz Rut – Europameister mit genau einem Meter Vorsprung

| Platz | Athlet             | Land | Weite (m)   |
| ----- | ------------------ | ---- | ----------- |
| 1     | Tadeusz Rut        | POL  | 64,78 CR/NR |
| 2     | Michail Kriwonosow | URS  | 63,78000000 |
| 3     | Gyula Zsivótzky    | HUN  | 63,68 NR000 |
| 4     | Olgierd Ciepły     | POL  | 63,37000000 |
| 5     | Zvonko Bezjak      | YUG  | 62,39000000 |
| 6     | Birger Asplund     | SWE  | 62,18 NR000 |
| 7     | John Lawlor        | IRL  | 61,49000000 |
| 8     | József Csermák     | HUN  | 61,00000000 |

Finale: 21. August

### Speerwurf

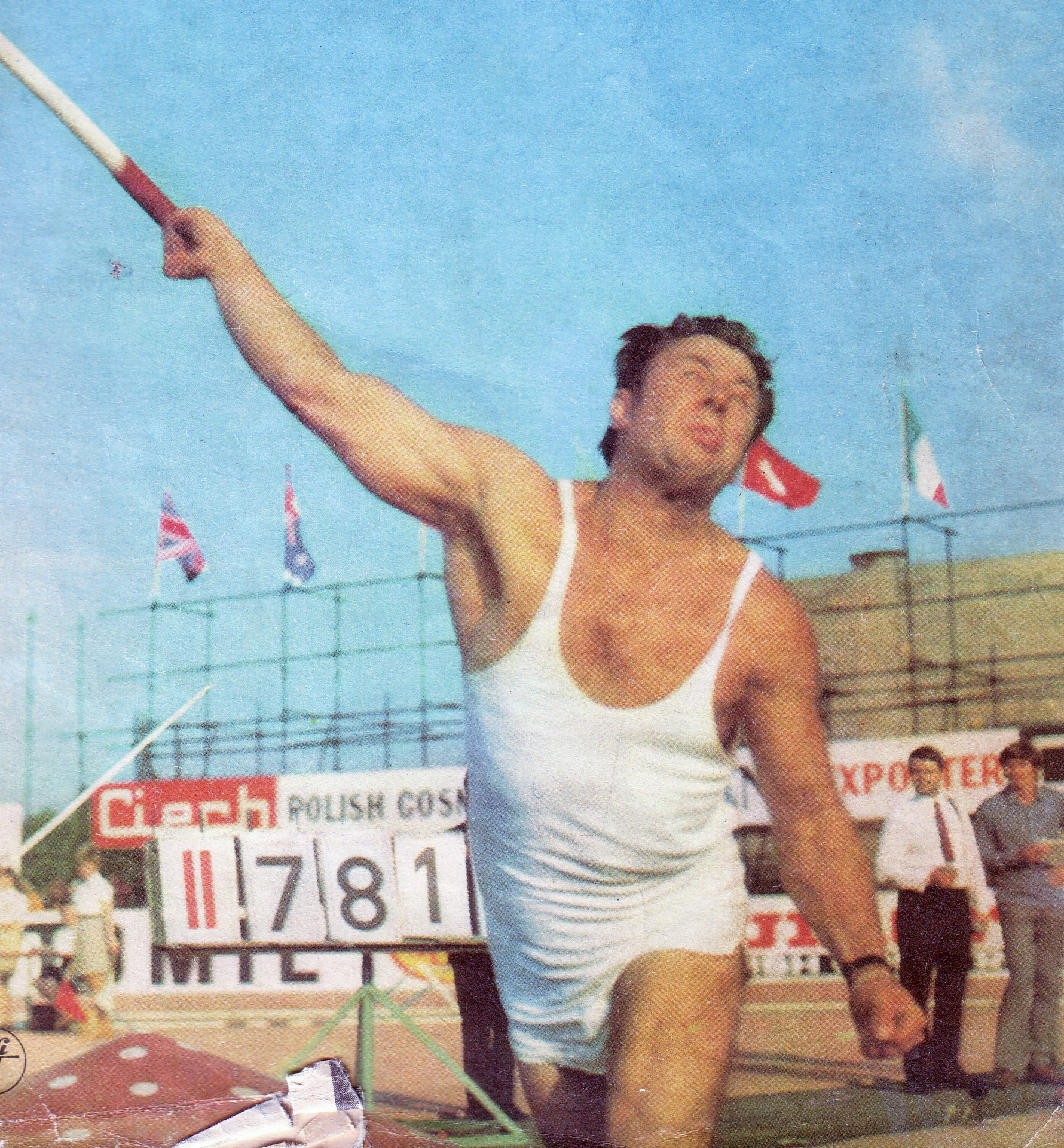
Zweiter EM-Titel im Speerwurf für Janusz Sidło

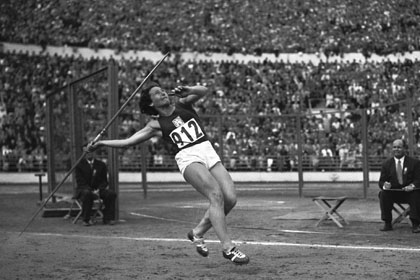
Dana Zátopková, Olympiasiegerin 1952, Europameisterin 1954 und 1958

| Platz | Athlet            | Land | Weite (m) |
| ----- | ----------------- | ---- | --------- |
| 1     | Janusz Sidło      | POL  | 80,18 CR  |
| 2     | Egil Danielsen    | NOR  | 78,27000  |
| 3     | Gergely Kulcsár   | HUN  | 75,26000  |
| 4     | Michel Macquet    | FRA  | 75,18000  |
| 5     | Väinö Kuisma      | FIN  | 74,90000  |
| 6     | Wladimir Kusnezow | URS  | 73,89000  |
| 7     | Hans Schenk       | GER  | 73,43000  |
| 8     | Giovanni Lievore  | ITA  | 73,38000  |

Finale: 24. August

### Zehnkampf
| Platz | Athlet              | Land | P – offiz. Wert. | P – 85er Wert. |
| ----- | ------------------- | ---- | ---------------- | -------------- |
| 1     | Wassili Kusnezow    | URS  | 7865 CR          | 6969           |
| 2     | Uno Palu            | URS  | 7329000          | 6767           |
| 3     | Walter Meier        | GER  | 7249000          | 6852           |
| 4     | Markus Kahma        | FIN  | 7137000          | 6682           |
| 5     | Walter Tschudi      | SUI  | 6858000          | 6421           |
| 6     | Eef Kamerbeek       | NED  | 6784000          | 6530           |
| 7     | Hans-Dieter Möhring | GER  | 6774000          | 6219           |
| 8     | Vaclav Becvarovsky  | TCH  | 6644000          | 6279           |

Finale: 20./21. August
Gewertet wurde nach der Punktetabelle von 1952.
Zur Orientierung und Einordnung der Leistungen sind zum Vergleich die nach heutigem Wertungssystem von 1985 erreichten Punktzahlen mitaufgeführt. An den Platzierungen hätte es danach einige Abweichungen gegeben.
Aber diese Vergleiche sind nur Anhaltswerte, denn als Grundlage müssen die jeweils unterschiedlichen Maßstäbe der Zeit gelten.

## Ergebnisübersicht Frauen

### 100 m
| Platz | Athletin            | Land | Zeit (s) |
| ----- | ------------------- | ---- | -------- |
| 1     | Heather Young       | GBR  | 11,7     |
| 2     | Wera Krepkina       | URS  | 11,7     |
| 3     | Christa Stubnick    | GER  | 11,8     |
| 4     | Madeleine Weston    | GBR  | 11,8     |
| 5     | Giuseppina Leone    | ITA  | 11,8     |
| 6     | Walentyna Maslowska | URS  | 11,9     |

Finale: 21. August
Wind: −1,0 m/s

### 200 m
| Platz | Athletin            | Land | Zeit (s) |
| ----- | ------------------- | ---- | -------- |
| 1     | Barbara Janiszewska | POL  | 24,1     |
| 2     | Hannelore Sadau     | GER  | 24,3     |
| 3     | Marija Itkina       | URS  | 24,3     |
| 4     | Wera Sabelina       | URS  | 24,6     |
| 5     | Christa Stubnick    | GER  | 25,7     |
| DNF   | June Paul           | GBR  |          |

Finale: 23. August
Wind: +1,8 m/s

### 400 m
| Platz | Athletin           | Land | Zeit (s) |
| ----- | ------------------ | ---- | -------- |
| 1     | Marija Itkina      | URS  | 53,7 CR  |
| 2     | Jekaterina Parljuk | URS  | 54,8000  |
| 3     | Molly Hiscox       | GBR  | 55,7000  |
| 4     | Shirley Pirie      | GBR  | 55,7000  |
| 5     | Wera Muchanowa     | URS  | 56,3000  |
| 6     | Ida Németh         | HUN  | 56,3000  |

Finale: 21. August

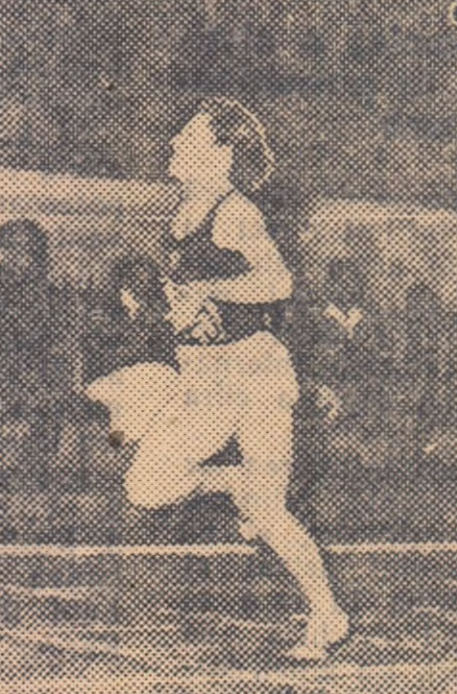

Nach ihrem 200-Meter-Titel 1954 war Marija Itkina (Foto rechts) nun auf der neuen 400-Meter-Strecke erfolgreich.

### 800 m
| Platz | Athletin               | Land | Zeit (min) |
| ----- | ---------------------- | ---- | ---------- |
| 1     | Jelisaweta Jermolajewa | URS  | 2:06,3 CR  |
| 2     | Diane Leather          | GBR  | 2:06,6000  |
| 3     | Dzidra Levicka         | URS  | 2:06,6000  |
| 4     | Ariane Döser           | GER  | 2:08,2000  |
| 5     | Wera Muchanowa         | URS  | 2:08,4000  |
| 6     | Edith Schiller         | GER  | 2:10,2000  |
| 7     | Beata Żbikowska        | POL  | 2:11,0000  |
| 8     | Betty Loakes           | GBR  | 2:11,4000  |
| 9     | Joy Jordan             | GBR  | 2:11,6000  |

Finale: 24. August

### 80 m Hürden
| Platz | Athletin           | Land | Zeit (s) |
| ----- | ------------------ | ---- | -------- |
| 1     | Galina Bystrowa    | URS  | 10,9     |
| 2     | Zenta Kopp         | GER  | 10,9     |
| 3     | Gisela Birkemeyer  | GER  | 11,0     |
| 4     | Carole Quinton     | GBR  | 11,0     |
| 5     | Nelli Jelissejewa  | URS  | 11,2     |
| 6     | Wilf Bakker-Cysouw | NED  | 11,5     |

Finale: 22. August
Wind: +0,4 m/s

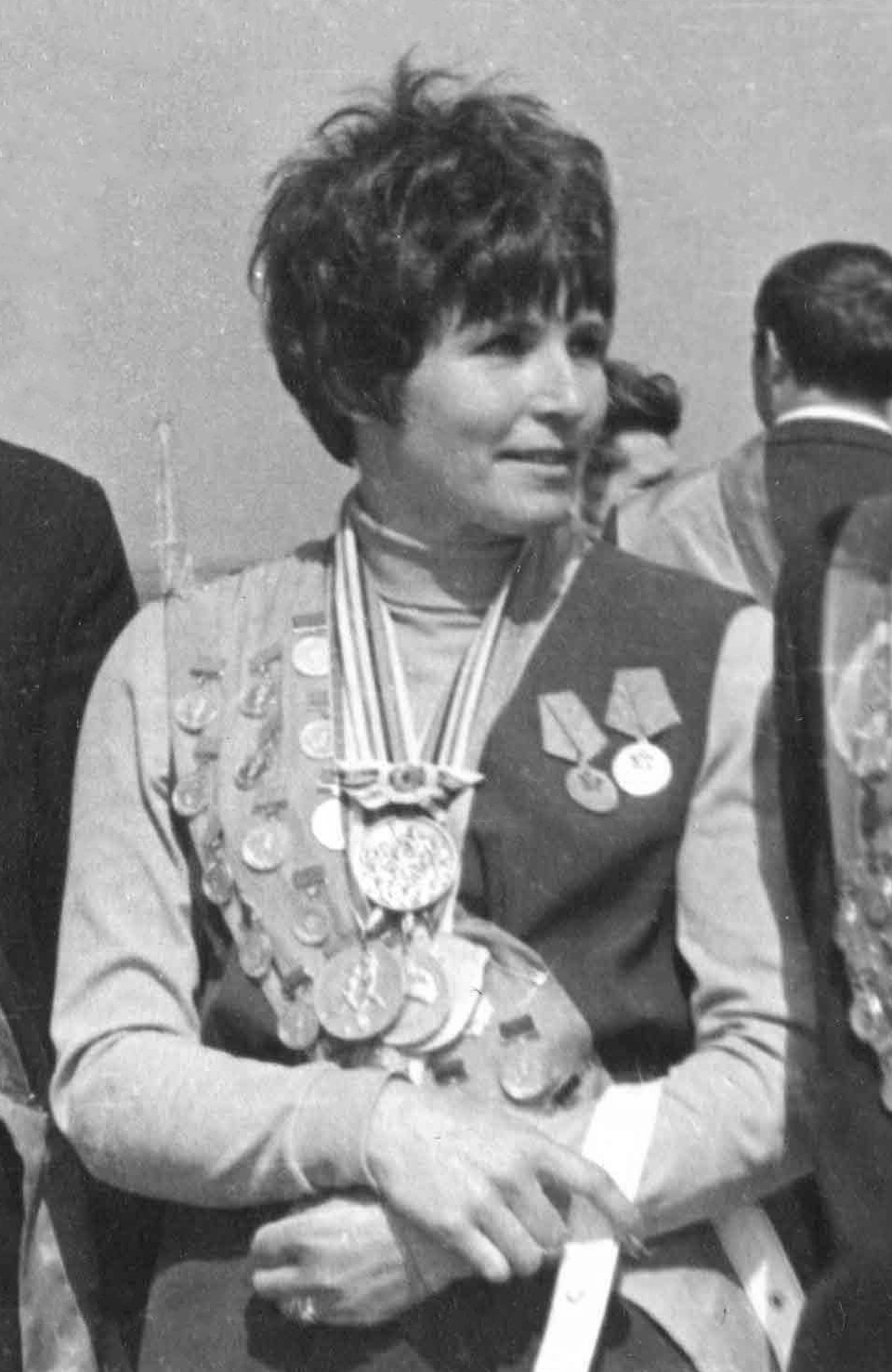

Doppeleuropameisterin Galina Bystrowa (Foto rechts im Jahr 1973): 80 Meter Hürden und Fünfkampf

### 4 × 100 m Staffel
| Platz | Land           | Athletinnen                                                         | Zeit (s) |
| ----- | -------------- | ------------------------------------------------------------------- | -------- |
| 1     | Sowjetunion    | Wera Krepkina Linda Kepp Nonna Poljakowa Walentyna Maslowska        | 45,3 CR  |
| 2     | Großbritannien | Madeleine Weston Dorothy Hyman Claire Dew Carole Quinton            | 46,0000  |
| 3     | Polen          | Maria Chojnacka Barbara Janiszewska Celina Jesionowska Maria Bibro  | 46,0000  |
| 4     | Italien        | Sandra Valenti Letizia Bertoni Maria Musso Giuseppina Leone         | 46,2000  |
| 5     | Niederlande    | Johanna Bloemhof Ine Spijk Ria van Kuik Joke Bijleveld              | 46,3000  |
| 6     | Deutschland    | Brigitte Weinmeister Hannelore Sadau Gisela Birkemeyer Bärbel Mayer | 46,4000  |

Finale: 24. August

### Hochsprung
| Platz | Athletin              | Land | Höhe (m) |
| ----- | --------------------- | ---- | -------- |
| 1     | Iolanda Balaș         | ROM  | 1,77 CR  |
| 2     | Taissija Tschentschik | URS  | 1,70000  |
| 3     | Dorothy Shirley       | GBR  | 1,67000  |
| 4     | Inge Kilian           | GER  | 1,67000  |
| 5     | Galina Dolja          | URS  | 1,64000  |
| 6     | Maj-Lena Lundström    | SWE  | 1,61000  |
| 7     | Reinelde Knapp        | AUT  | 1,61000  |
| 8     | Olga Gere             | YUG  | 1,61000  |

Datum: 21. August

### Weitsprung
| Platz | Athletin           | Land | Weite (m) |
| ----- | ------------------ | ---- | --------- |
| 1     | Liesel Jakobi      | GER  | 6,14 CR   |
| 2     | Walentina Litujewa | URS  | 6,00000   |
| 3     | Nina Protschenko   | URS  | 5,99000   |
| 4     | Aida Tschuiko      | URS  | 5,99000   |
| 5     | Maria Ciastowska   | POL  | 5,97000   |
| 6     | Maria Chojnacka    | POL  | 5,97000   |
| 7     | Helga Hoffmann     | GER  | 5,85000   |
| 8     | Inga Broberg       | SWE  | 5,85000   |

Finale: 22. August

### Kugelstoßen
| Platz | Athletin             | Land | Weite (m) |
| ----- | -------------------- | ---- | --------- |
| 1     | Marianne Werner      | GER  | 15,74 CR  |
| 2     | Tamara Tyschkewitsch | URS  | 15,54000  |
| 3     | Tamara Press         | URS  | 15,53000  |
| 4     | Johanna Lüttge       | GER  | 15,19000  |
| 5     | Suzanne Allday       | GBR  | 14,66000  |
| 6     | Ana Conan            | ROM  | 14,55000  |
| 7     | Hannelore Klute      | GER  | 14,48000  |
| 8     | Milena Usenik        | YUG  | 14,20000  |

Finale: 23. August

### Diskuswurf
| Platz | Athletin             | Land | Weite (m) |
| ----- | -------------------- | ---- | --------- |
| 1     | Tamara Press         | URS  | 52,32 CR  |
| 2     | Štěpánka Mertová     | TCH  | 52,19000  |
| 3     | Kriemhild Hausmann   | GER  | 50,99000  |
| 4     | Irina Begljakowa     | URS  | 50,87000  |
| 5     | Irene Schuch         | GER  | 49,54000  |
| 6     | Doris Müller         | GER  | 49,32000  |
| 7     | Helena Dmowska       | POL  | 47,81000  |
| 8     | Antonina Solotuchina | URS  | 46,60000  |

Finale: 22. August

### Speerwurf
| Platz | Athletin           | Land | Weite (m) |
| ----- | ------------------ | ---- | --------- |
| 1     | Dana Zátopková     | TCH  | 56,02 ER  |
| 2     | Birutė Zalogaitytė | URS  | 51,30000  |
| 3     | Jutta Neumann      | GER  | 50,50000  |
| 4     | Eleonora Bogun     | URS  | 49,88000  |
| 5     | Maria Grabowska    | POL  | 49,77000  |
| 6     | Urszula Figwer     | POL  | 49,48000  |
| 7     | Maria Diţi         | ROM  | 49,03000  |
| 8     | Almut Brömmel      | GER  | 48,85000  |

Finale: 19. August

### Fünfkampf
| Platz | Athletin          | Land | P – offiz. Wert. | P – 85er Wert. |
| ----- | ----------------- | ---- | ---------------- | -------------- |
| 1     | Galina Bystrowa   | URS  | 4733 CR          | 3989           |
| 2     | Nina Winogradowa  | URS  | 4727000          | 3861           |
| 3     | Edeltraud Eiberle | GER  | 4545000          | 3786           |
| 4     | Dinie Hobers      | NED  | 4494000          | 3708           |
| 5     | Olga Davidová     | TCH  | 4484000          | 3706           |
| 6     | Maria Bibro       | POL  | 4477000          | 3728           |
| 7     | Mary Rand         | GBR  | 4466000          | 3730           |
| 8     | Lidija Schmakowa  | URS  | 4448000          | 3676           |

Finale: 20./21. August
Gewertet wurde nach der Punktetabelle von 1955.
Zur Orientierung und Einordnung der Leistungen sind zum Vergleich die nach heutigem Wertungssystem von 1985 für den Siebenkampf erreichten Punktzahlen mitaufgeführt. Bezüglich der Platzierungen hätte es danach einige Verschiebungen auf den Rängen vier bis sieben gegeben.
Aber diese Vergleiche sind nur Anhaltswerte, denn als Grundlage müssen die jeweils unterschiedlichen Maßstäbe der Zeit gelten.

## Video
- UFA-Wochenschau 109/1958, 27. August 1958, Bereich 0:00 min bis 3:01 min, filmothek.bundesarchiv.de, abgerufen am 10. Juli 2022